# Mrchevtsi
Mrchevtsi (en macédonien Мршевци) est un village du nord de la Macédoine du Nord, situé dans la municipalité d'Ilinden. Le village comptait 651 habitants en 2002.

## Démographie
Lors du recensement de 2002, le village comptait :
- Macédoniens : 403
- Serbes : 242
- Autres : 3